# Ekkehart Wersich
Wolf-Ekkehart Wersich (* 17. Dezember 1959 in Hamburg) ist ein deutscher Politiker der CDU.

## Leben
Wersich wurde als Sohn eines Unternehmers, der sich mit einem Betrieb im Garten- und Landschaftsbau selbständig gemacht hatte, und einer Heilpraktikerin geboren. Nach dem Fachabitur im Bereich Logistik absolvierte er eine Ausbildung zum Speditionskaufmann. Er war dann für sieben Jahre in leitender Funktion in Nordafrika sowie im Nahen und Mittleren Osten tätig. Ab 1992 arbeitete er in Hamburg und in den Neuen Bundesländern als Angestellter in den Bereichen Touristik und Personenschifffahrt. Ab dem Jahr 2000 folgte eine hauptberufliche Tätigkeit als Assistent der Geschäftsleitung bei der STAITSCH TheaterbetriebsGmbH für das Altonaer Theater.

## Politik
Wersich ist seit 1980 Mitglied in der CDU und betätigt sich parteipolitisch im CDU-Ortsverband Eppendorf/Hamburg-Hoheluft-Ost. Von 1997 bis 2004 war er Abgeordneter in der Bezirksversammlung Hamburg-Nord und dort von 2001 bis 2004 stellvertretender Fraktionsvorsitzender. Innerhalb der CDU-Fraktion war er ab 1997 Betreuungsabgeordneter für seinen Ortsverband.
Von 2004 bis 2011 war Wersich Abgeordneter der Hamburgischen Bürgerschaft und dort Mitglied des Eingaben- und des Stadtentwicklungsausschusses. Im April 2008 übernahm er von seinem jüngeren Bruder Dietrich Wersich (dem früheren Vorsitzenden der CDU-Bürgerschaftsfraktion in der Hamburger Bürgerschaft) den Vorsitz des CDU-Ortsverbandes Hamburg-Eppendorf/Hoheluft-Ost. Seit 2018 ist sein Bruder erneut Ortsverbandsvorsitzender.
Wersich ist seit 2011 wieder Mitglied der Bezirksversammlung Hamburg-Nord, seit 2014 als stellvertretender Vorsitzender der CDU-Fraktion.